# La República
La República é um jornal diário de centro-esquerda publicado em Lima, Peru. O periódico foi fundado por Gustavo Mohme Llona e Guillermo Thorndike em 16 de novembro de 1981.